# Oribatella willmanni
Oribatella willmanni är en kvalsterart som beskrevs av Subías och Gil-Martín 1995. Oribatella willmanni ingår i släktet Oribatella och familjen Oribatellidae. Inga underarter finns listade i Catalogue of Life.